# قسم بهمئي غرمسيري الشمالي الريفي (مقاطعة بهمئي)
قسم بهمئي غرمسیري الشمالي الريفي (بالفارسية: دهستان بهمئی گرمسیری شمالی) هي منطقة ريفية تقع في إيران في Tropical Bahmai District. يقدر عدد سكانها بـ 7,729 نسمة .